# Lincoln (estado proposto do noroeste dos Estados Unidos)

Bandeira

Selo

Territórios anexados ao Estado de Lincoln em Washington e Idaho de acordo com a Proposta de 1901

Lincoln é o nome de várias propostas de criação de um novo estado no noroeste dos Estados Unidos. O estado proposto foi definido de várias maneiras, mas, em geral, pode-se dizer que é coincidente com a região conhecida como Inland Northwest. O nome do estado proposto foi dado em homenagem a Abraham Lincoln, que foi presidente durante a Guerra Civil Americana. Seu nome também havia sido proposto para os estados que acabaram sendo denominados Dakota do Norte e Wyoming.

## Lincoln no noroeste
O Estado de Lincoln foi proposto para consistir no Panhandle do Idaho e no leste de Washington (ou seja, a leste da Cordilheira das Cascatas). Além de Lincoln, os nomes “Columbia” e “Eastern (ou East) Washington” (Washington Oriental) foram propostos para serem usados no estado. Foi proposto pela primeira vez por Idaho em 1865, quando a capital foi transferida de Lewiston em dezembro de 1864 para a atual localização de Boise em janeiro de 1865, em um Idaho com área territorial bastante reduzida. O Território de Idaho original, de um projeto de lei assinado pelo Presidente Lincoln em março de 1863, foi declarado pelo Governador William H. Wallace em Lewiston, em 4 de julho de 1863, e incluía o atual Idaho e praticamente toda a atual Montana e Wyoming, o tornando maior em área territorial do que o Texas.
Montana tornou-se um território em maio de 1864 e o Panhandle foi especificamente excluído para evitar que Lewiston, a oeste da Divisão Continental ao longo do cume das Montanhas Rochosas e da Cordilheira Bitterroot, continuasse sendo a capital. O raciocínio foi que Lewiston fica na extremidade oeste, do outro lado do Rio Snake, em Washington, enquanto Montana se estende até a Dakota do Norte.
Em meados e no final da década de 1860, houve uma proposta centrada em Lewiston, no norte de Idaho, para a formação de um Território de Columbia no Inland Northwest a partir de partes do que hoje é o leste de Washington, o norte de Idaho e o oeste de Montana. Em 1901, outra proposta foi feita, desta vez para combinar o Panhandle de Idaho com o leste de Washington para criar o estado de Lincoln. Uma terceira proposta foi popularizada no final da década de 1920 para consistir no leste de Washington, norte de Idaho e oeste de Montana até a Divisão Continental. Do lado de Washington, foram feitas propostas recentemente, em 1996, 1999 e 2005. Em Idaho, houve uma campanha correspondente para o norte de Idaho, financiada pela venda de camisetas com os dizeres “North Idaho - A State of Mind” (North Idaho - Um estado de espírito).

## Áreas propostas para inclusão

### Norte de Idaho
Embora a desconexão entre o oeste de Washington e o leste de Washington seja bem conhecida e documentada, o norte de Idaho tem uma dinâmica semelhante, na qual seus residentes geralmente se sentem desconectados do centro político do estado em Boise. O Panhandle do Idaho é geralmente considerado como os dez condados mais ao norte do estado: Boundary, Bonner, Benewah, Clearwater, Idaho, Kootenai, Latah, Lewis, Nez Perce e Shoshone. Esses condados são separados do sul de Idaho pelo Rio Salmon e seguem o Horário do Pacífico, ao contrário do restante do estado, que usa o Horário das Montanhas.
Sugestões paralelas de um “Estado de Kootenai” foram feitas, referindo-se a uma proposta de união dos seis condados mais ao norte de Idaho e dos seis condados mais a oeste de Montana, criando um estado geograficamente, politicamente e ecologicamente conectado de 524.888 residentes, colocando-o à frente de outros estados, como Wyoming.

### Leste de Washington e leste do Oregon
Outras concepções de um possível “Estado de Lincoln” foram apresentadas, especificamente uma possível combinação do leste de Washington e do leste do Oregon.
O povo do leste do Oregon também expressa com frequência a mesma frustração de estar associado a Portland e à região a oeste das Cascatas que os habitantes do leste de Washington expressam com relação a Seattle. Essa proposta de união criaria um dos maiores estados em área do país, estendendo-se desde o sopé oriental da Cordilheira das Cascastas até a fronteira com Idaho, no leste.

## Propostas
Os legislativos estaduais de Idaho e Washington viram projetos de lei que propunham a secessão ou a separação. Idaho não aceitou, pois, na época, o Panhandle gerava mais receita tributária per capita do que o sul. Se combinado com o proposto Estado de Jefferson, que se sobrepõe a um proposto “Estado de Lincoln” de Oregon-Washington no sudeste do Oregon e é proposto por muitos dos mesmos motivos, criaria um estado ainda maior.
A região da Inland Northwest corresponde aproximadamente à área que poderia abranger esse Estado de Lincoln. A maior cidade seria Spokane, Washington, que atualmente é a segunda maior cidade de Washington e a Região Metropolitana de Spokane é a terceira maior base populacional do noroeste dos Estados Unidos, atrás apenas de Seattle e Portland.
Uma proposta de Spokane em 1907 exigia a criação de um novo estado “Lincoln” a partir do leste de Washington, nordeste do Oregon e norte de Idaho. A fronteira leste de Oregon e Washington teria sido deslocada para o oeste até 120° W, alinhando-se com a fronteira leste da Califórnia. A fronteira norte de Idaho teria sido deslocada para o sul, para 45° N, alinhando-se com a fronteira norte de Wyoming.

## Nome alternativo para os estados atuais

### Dakota do Norte
Foi proposta a divisão do Território de Dakota em duas metades, norte e sul, enquanto era considerada a possibilidade de se tornar um estado na década de 1880. Os republicanos no Senado sugeriram o nome “Lincoln” para a metade norte, apesar das rejeições dos residentes do território, o que atraiu forte rejeição dos democratas. Por fim, o território foi admitido em 1889 como dois estados, Dakota do Norte e Dakota do Sul.

### Wyoming
Quando o projeto de lei de 1868 para formar o Território de Wyoming foi discutido pela primeira vez no Senado dos Estados Unidos, foi proposta uma emenda que mudaria seu nome para Território de Lincoln, em homenagem ao presidente americano assassinado Abraham Lincoln. O novo nome foi apoiado pelo Comitê de Territórios do Senado, mas deu início a um debate que examinou tanto “Lincoln” quanto “Wyoming”, com vários membros preferindo nomes locais e indígenas. Vários senadores se opuseram a nomear um território com o nome de um único homem, reconhecendo o Território de Washington (nomeado em 1853 em homenagem a George Washington) como a única exceção. “Wyoming” era a simples transliteração em inglês da palavra da tribo indígena Lenape para “grandes planícies”, considerada descritiva da terra, mas indesejável devido à sua origem distante na Pensilvânia. O projeto de lei acabou sendo aprovado em ambas as câmaras do Congresso com o nome “Território de Wyoming”, e o nome Wyoming foi mantido quando o estado foi criado em 1890.